# میکائیل بساک
میکائیل بساک (انگلیسی: Mickaël Bessaque؛ زادهٔ ۲۳ اکتبر ۱۹۷۵) بازیکن فوتبال است.